# XBIZ Awards - Technical
Gli XBIZ Awards-Technical sono i premi cinematografici, presentati e sponsorizzati dalla rivista XBIZ, che premiano le caratteristiche tecniche come la fotografia, l'editing, la musica e gli effetti speciali che si ritiene abbiano espresso le migliori performance dell'anno. Introdotti dal 2011, nel corso del tempo si sono succedute diverse categorie ma le più importanti e diffuse sono:
- Best Art Direction
- Best Cinematography

- Best Editing
- Best Music

- Best Special Effects
- Screenplay of the Year

## Vincitori

### Best Art Direction
- 2011: This Ain't Avatar XXX 3D
- 2012: The Rocki Whore Picture Show: A Hardcore Parody
- 2013: The Four
- 2014: Underworld
- 2015: Wetwork
- 2016: Wanted
- 2017: Storm Of Kings
- 2018: Justice League XXX: An Axel Braun Parody
- 2019: Fallen II: Angels And Demons
- 2020: Captain Marvel XXX: An Axel Braun Parody
- 2021: Girlcore Season Two, Vol. 1
- 2022:Black Widow XXX: An Axel Braun Parody
- 2023: Spideypool XXX: An Axel Braun Parody
- 2024: Ashford Manor
- 2025: Gold Diggers

### Best Cinematography
- 2011: Speed
- 2012: Portrait Of A Call Girl
- 2013: Revenge Of The Petites
- 2014: Underworld
- 2015: Wetwork
- 2016: Marriage 2.0
- 2017: DNA
- 2018: Half His Age: A Teenage Tragedy
- 2019: Abigail
- 2020: Teenage Lesbian
- 2021: Muse
- 2022:Muse 2
- 2023: Grinder
- 2024: Influence: Vanna Bardot
- 2025: Project X

### Best Editing
- 2011: Voyeur Within
- 2012: Fighters
- 2013: Spartacus MMXII: The Beginning
- 2014: Underworld
- 2015: Wetwork
- 2016: The Submission Of Emma Marx 2: Boundaries
- 2017: Little Red: A Lesbian Fairytale
- 2018: Half His Age: A Teenage Tragedy
- 2019: Abigail
- 2020: Teenage Lesbian
- 2021: A Killer On The Loose
- 2022:Casey: A True Story
- 2023: Deranged
- 2024: Influence: Vanna Bardot
- 2025: American MILF

### Best Music
- 2013: Revenge Of The Petites
- 2014: Grease XXX: A Parody
- 2015: Not Jersey Boys XXX: A Porn Musical
- 2016: Wanted
- 2017: The Preacher's Daughter
- 2018: Agent 69
- 2019: Invictus
- 2021: Mirror Game

### Best Special Effects
- 2011: BatfXXX: Dark Night
- 2012: Top Guns
- 2013: Star Wars XXX: A Porn Parody
- 2014: Underworld
- 2015: Apocalypse X
- 2016: Saving Humanity
- 2017: AI: Artificial Intelligence
- 2018: Star Wars Underworld: A XXX Parody
- 2019: Star Wars: The Last Temptation
- 2020: Captain Marvel XXX: An Axel Braun Parody

### Screenplay of the Year
- 2011: Rawhide 2: Dirty Deeds
- 2012: Portrait Of A Call Girl
- 2013: Torn
- 2014: The Temptation Of Eve
- 2015: Wetwork
- 2016: The Submission Of Emma Marx 2: Boundaries
- 2017: The Preacher's Daughter
- 2018: The Submission Of Emma Marx: Evolved
- 2019: Abigail
- 2020: Teenage Lesbian
- 2021: Safe Word
- 2022:Muse 2
- 2023: Going Up
- 2024: Primary 3
- 2025: Birth